# Hautefage-la-Tour
Hautefage-la-Tour település Franciaországban, Lot-et-Garonne megyében. Lakosainak száma 1028 fő (2022. január 1.). Hautefage-la-Tour Auradou, Cassignas, Frespech, Monbalen, Penne-d’Agenais, Pujols, Saint-Antoine-de-Ficalba és Villeneuve-sur-Lot községekkel határos.

## Népesség
A település népességének változása:
| Lakosok száma | 507  | 520  | 528  | 752  | 840  | 928  | 993  | 1014 | 1016 | 1028 |
|               | 1968 | 1982 | 1990 | 2006 | 2013 | 2015 | 2017 | 2019 | 2020 | 2022 |